# Guitcillo
Guitcillo (fl. X secolo) è stato un militare italiano vissuto nel X secolo. È considerato il capostipite della famiglia dei da Camino.

## Biografia
Stando alle scarsissime informazioni a disposizione sul personaggio, Guitcillo sarebbe stato un miles di origine longobarda, al servizio degli imperatore germanico Ottone I di Sassonia.
Nell'anno 958 Guitcillo avrebbe partecipato alla costruzione del castello di Montanara, i cui resti oggi sono visibili in località Val di Montaner, nel comune di Sarmede, in provincia di Treviso, e gliene sarebbe stata affidata la custodia.
Guitcillo sarebbe stato figlio di Rambaldo, capostipite della famiglia dei Collalto: i due casati hanno avuto a lungo stretti rapporti, anche di parentela.
Nel 1014 l'imperatore Enrico II di Baviera avrebbe infeudato il figlio Guidone del castello stesso, e di un territorio abbastanza esteso ai piedi del Cansiglio come premio per i suoi servizi e per quelli paterni. Da allora Guidone e i suoi discendenti si sarebbero fregiati del titolo di "conti da Montanara", casato che a metà del XII secolo avrebbe cambiato predicato familiare assumendo quello definitivo di "da Camino".